# Pont Cartier-Macdonald
Le pont Cartier-Macdonald (en anglais : Macdonald-Cartier Bridge) est un pont qui traverse la rivière des Outaouais, reliant les villes de Gatineau, au Québec et la capitale canadienne d'Ottawa, en Ontario. 
Il est le plus à l'est des cinq ponts qui relient ces deux villes. Le pont relie l'avenue King Edward à Ottawa à l'autoroute 5, à Gatineau. Il doit son nom aux deux grands artisans de la création de la fédération canadienne, John A. Macdonald et George-Étienne Cartier. Il fut inauguré le 15 octobre 1965.